# جانی کندی
جانی کندی (به انگلیسی: Jonny Kennedy) (متولد ۴ نوامبر ۱۹۶۶-درگذشته ۲۶ سپتامبر ۲۰۰۳) شخصیت فیلم مستند پسری که پوستش می‌افتد بود، که ماه‌های پایانی زندگی او را نشان می‌دهد که از شرایط نادر وارده به نام اپیدرمولیزیس بولوسا (EB یا DEB) رنج می‌برد. او بدون پوست در پای چپ خود متولد شد. کندی در نهایت از سرطان پوست ناشی از EB درگذشت.